# Maurens (Dordogne)
Maurens is een plaats en voormalige gemeente in het Franse departement Dordogne (regio Nouvelle-Aquitaine) en telt 896 inwoners (1999). De plaats maakt deel uit van het arrondissement Périgueux. Maurens is op 1 januari 2019 gefuseerd met de gemeenten Laveyssière, Saint-Jean-d'Eyraud en Saint-Julien-de-Crempse tot de gemeente Eyraud-Crempse-Maurens. 

## Geografie
De oppervlakte van Maurens bedraagt 22,3 km², de bevolkingsdichtheid is 40,2 inwoners per km².
De onderstaande kaart toont de ligging van Maurens (Dordogne) met de belangrijkste infrastructuur en aangrenzende gemeenten.

## Demografie
Onderstaande figuur toont het verloop van het inwonertal.
Laveyssière · Maurens · Saint-Jean-d'Eyraud · Saint-Julien-de-Crempse